# 李忠保
李忠保（1952年1月—），男，汉族，山西柳林人，中华人民共和国政治人物，曾任青海省政协副主席、党组成员。